# Campospinoso
Campospinoso (lombardul: Cämp Spinus vagy Cämpäspinus) település Olaszországban, Lombardia régióban, Pavia megyében. Lakosainak száma 1092 fő (2023. január 1.). Campospinoso Albaredo Arnaboldi, Barbianello és Broni községekkel határos.

## Népesség
A település népességének változása:
| Lakosok száma | 1060 | 1090 | 1092 |
|               | 2017 | 2018 | 2023 |